# Carlo Gesualdo
Carlo Gesualdo (Nápoly, 1566. március 8. – Nápoly, 1613. szeptember 8.) itáliai zeneszerző.

## Élete
Venosa hercege volt. 1590-ben feleségét – aki az unokatestvére volt –, Maria d’Avalost és annak szeretőjét, Caraffát tetten érte és megölte. 1594-ben újranősült, második felesége Eleonora d’Este, a ferrarai herceg lánya volt, így házasságukkal egyesültek a nápolyi és ferrarai birtokok. A kissé „laza” házasságból egy fiú született, aki 1600-ban meghalt. A zeneszerzésre Pomponio Nenna, a nápolyi iskola jeles képviselője tanította. Kezdetben álnéven komponált, csak második házassága után vállalta saját nevét. 1597-től ismét Nápolyban élt. Időnként borús gondolatok uralkodtak el rajta, életunttá vált. Felmerült válásának híre, a közvélemény úgy tartotta, hogy megbomlott az elméje. Fia halála után készíttetett a gesualdói kapucinusok templomában egy oltárt, amely őt, feleségét, imádott nagybátyját és fia lelkét ábrázolja.
Harmóniai merészsége révén a legkiemelkedőbb kromatikus szerző. A 16. század végén több kísérlet indult az antik zene és kromatika újjáélesztésére, ennek köszönhető Vicentino archicembalója. Saját kísérletező hajlamainak engedve a kromatikának és a disszonanciának évszázadokig merésznek számító és példátlan használatáig jutott el. Gesualdo témaválasztásaiban is a hanyatló manierista stílust képviselte. Kedvelt költője, barátja Torquato Tasso volt, akinek számos szövegét megzenésítette.
Elsősorban hat kötet ötszólamú madrigálja fémjelzi nevét, ezeken kívül vallásos énekeket, responzóriumokat komponált. 1960-ban Igor Sztravinszkij Monumentum pro Gesualdo di Venosa (ad CD annum) című művében Gesualdo három madrigálját hangszerelte meg.
Életét Passuth László Madrigál című regényében dolgozta fel.